# 木村寿伸
木村 寿伸（きむら ひさのぶ、1982年4月28日 - ）は、フリーアナウンサー。元京都放送（KBS京都）アナウンサー。男性。

## 来歴・人物
京都府生まれ。関西大学法学部法律学科卒業。
2006年京都放送入社。2021年3月退社。同年4月からフリーアナウンサーとして活動。個人事務所re:voice代表であり、TCP Artistと業務提携している。

愛するものとして競馬、カレーライス、Mr.Childrenを挙げる。

## 出演番組
- うまDOKI（KBS京都） - 2011-2015年、2017-2022年：司会アシスタント、それ以後も不定期で実況
- 園田競馬場・姫路競馬場の場内実況 - 2022年2月1日より[3]
- 全国高等学校野球選手権和歌山大会（テレビ和歌山） - 2021年から
- 都市対抗野球大会（TCN） - 2021年から
  - J SPORTSでも放送するほか、毎日新聞の都市対抗野球特設サイトでも配信

## 過去の出演番組

### テレビ
- 京プラス
- deちゅう
- KEIBAワンダーランド
- やのぱんの生活情報部
- 競馬TODAY
- newsフェイス

### ラジオ
- 木村寿伸の京都生活
- おはようMUSIC
- エムプレ!
- さんさんわいど滋賀wish
- 木村寿伸 オトナの90分一本勝負
- 森谷威夫のお世話になります!!
- 鈴木美智子の脳活ラジオ
- 京都フォークデイズ
- DJキムのカウントダウンジャパン
- ヨルプレ!
- 銀シャリの炊きたてふっくらじお
- 女と男と木村のシャバダバ元気！！